# Moros intrepidus
Moros é um gênero de dinossauro tiranossauróide que viveu em Utah, no período Cretáceo.

## Etimologia
O nome Moros deriva do grego Morus, uma personificação da desgraça iminente, se referindo ao bom estabelecimento da Tyrannosauroidea (um grupo predador) na América do Norte. Já o epiteto intrepidus deriva do latim e significa "intrépido", referindo-se à grande dispersão dos tiranossauróides depois de Moros.

## Descrição
O Moros era um Tiranossauróide de pequeno porte com hábitos cursoriais. Suas proporções foram consideradas mais semelhante a de ornitomimídeos do que outros tiranossauróides e seu peso foi estimado em 78 kg, para o holótipo, que não era totalmente maturo.

## Classificação
Em suas análises filogenéticas, Zanno e colegas, em 2019, colocaram Moros como um membro basal do subgrupo Pantyrannosauria ao lado de táxons asiáticos do meio do Cretáceo, como Xiongguanlong e outros membros do mesmo subgrupo. Esta ligação filogenética com outros tiranossauróides basais asiáticos sugere que Moros é uma evidência da troca transcontinental entre as biotas da Ásia e da América do Norte durante o Cretáceo médio.

## Descoberta

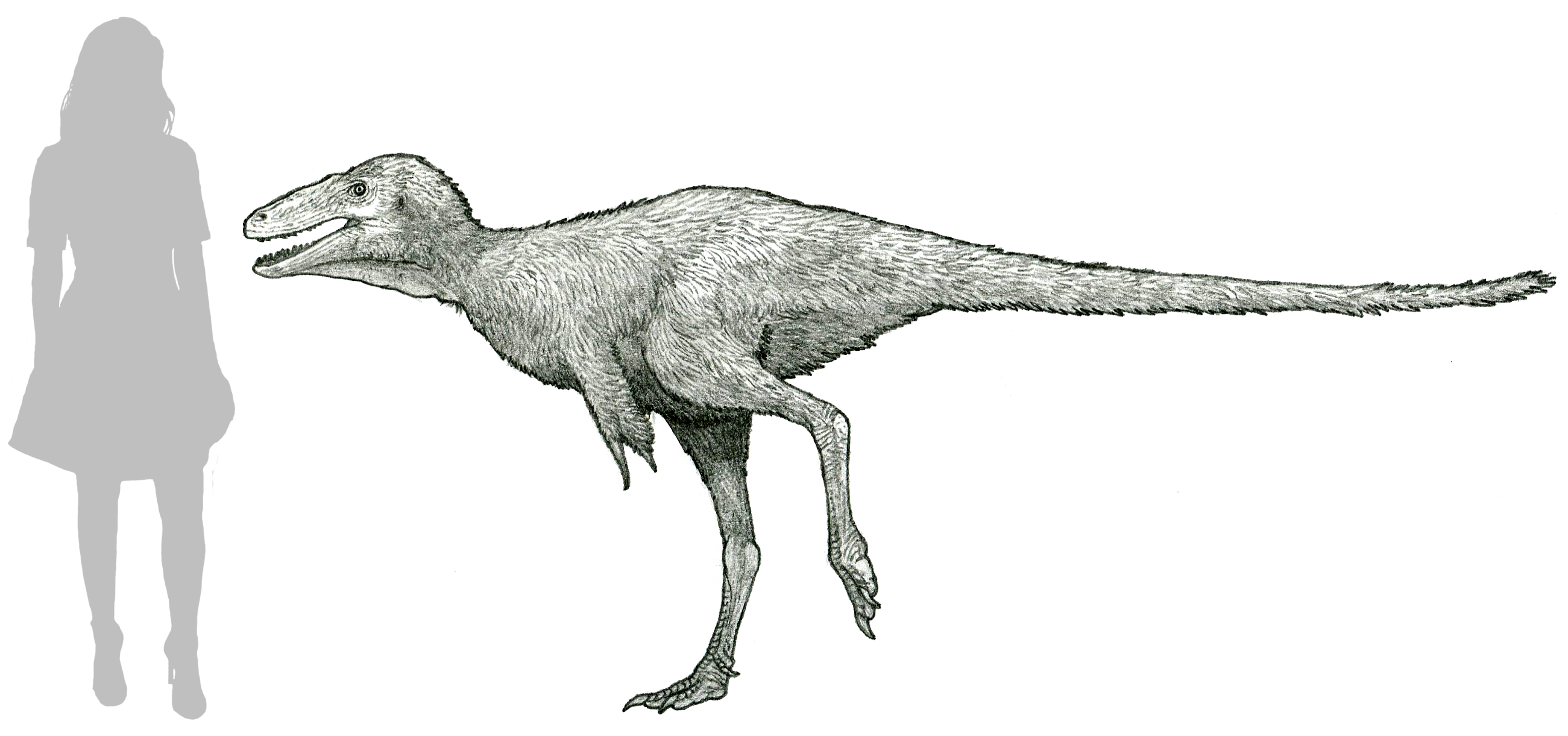
Comparação de tamanho do dinossauro com uma mulher humana de tamanho médio.

Moros foi descoberto em 2013 em uma encosta no sítio Stormy Theropod, Condado de Emery, Utah. O artigo de descrição do material foi lançado apenas em fevereiro de 2019 por Zanno et al., no entanto. O holótipo, NCSM 33392, foi encontrado na Formação Cedar Mountain e consiste em ossos da coxa, tíbia, segundo e quarto metatarso e terceira e quarta falange do quarto dedo. Mais material também foi atribuído ao gênero, que se consiste em dois dentes maxilares.